# سيليكون لابلوري
السيليكون اللابلوري هو النمط اللابلوري لعنصر السيليكون، حيث لا تترتب الذرات فيه وفق شكل بلوري منتظم؛ إنما تتشكل الذرات عشوائياً على هيئة شبكة ثلاثية الأبعاد غير منتظمة.
يمكن أن لا تكون جميع الروابط الكيميائية للسيليكون فيه مشغولة، بالتالي تظهر هذه المادة خواص كهربائية مميزة، وتستخدم في صناعة أسباه الموصلات.
يمكن أن تخمل المادة بواسطة الهيدروجين، والذي يرتبط مع الروابط غير المشغولة؛ وتستخدم مادة السيليكون اللابلوري المهدرجة في عملية التبلور الابتدائي في صناعة الخلايا الشمسية.

أنماط بلورية للسيليكون (من اليمين إلى اليسار): سيليكون لابلوري؛ سيليكون متعدد التبلور؛ سيليكون أحادي التبلور.